# آبريستويث

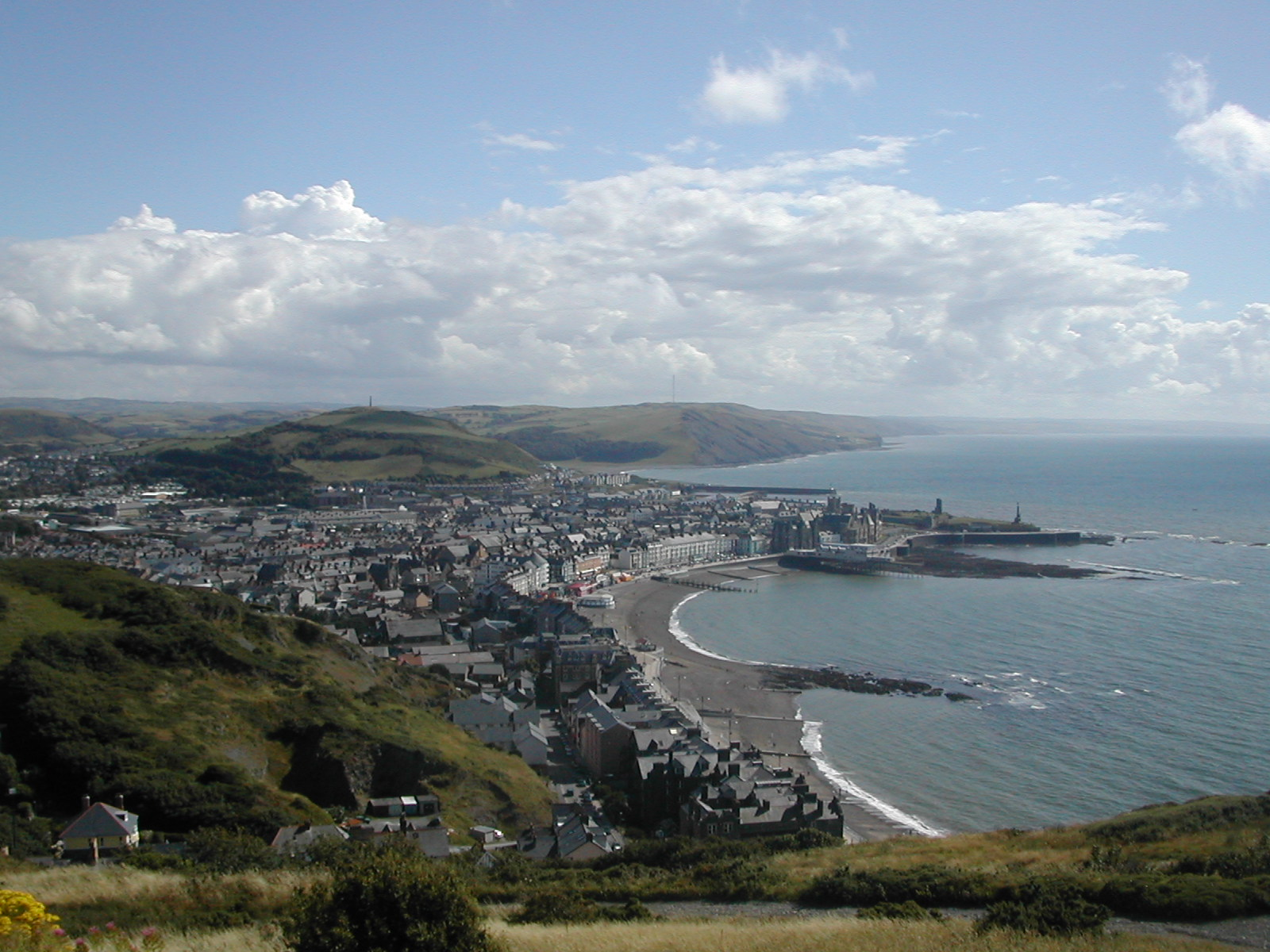

آبريستويث (بالإنجليزية: Aberystwyth) مدينة تقع في سيرديجيون وفي مقاطعة كارديغانشاير التاريخية. بشكل أو بآخر كانت جامعة أبيريستويث موقعًا تعليميًا رئيسيًا في ويلز منذ إنشاء كلية ويلز الجامعية في 1872.
بلغ عدد سكان البلدة في تعداد عام 2001. نسمة. انخفض هذا إلى 13040 في تعداد 2011. خلال تسعة أشهر من العام كان هناك تدفق للطلاب.
بما في ذلك ضواحي لانبدرن فور، يبلغ عدد سكانها 16.420 نسمة، ويبلغ عدد سكان المنطقة المبنية 18749 نسمة.

## التاريخ

### الميزوليتي
هناك أدلة على أنه خلال العصر الميزوليتي تم استخدام منطقة تان واي بولش عند سفح بن ديناس (بنباركو)) كأرضية صوان للصيادين الذين يصنعون أسلحة من الصوان الذي تم ترسبه مع تراجع الجليد.

### العصور البرونزية والحديدية
تشير بقايا قلعة سلتيك على بن ديناس (أو الأصح «مدينة مايلور») ، وهي تل في بنباركو تطل على آبريستويث إلى أن الموقع كان مأهولًا بالسكان قبل 700 قبل الميلاد. على تلة جنوب المدينة الحالية عبر نهر يستويث توجد بقايا رينجيت التي تعود إلى العصور الوسطى والتي يُعتقد أنها القلعة التي تم اختطاف Princess Nest منها. هذا البقاء النادر موجود الآن على أرض خاصة ولا يمكن الوصول إليه إلا عن طريق الترتيب.

### العصور الوسطى
موقع قلعة أبيريستويث الأصلية في تان واي كاستل يمكن القول أن التاريخ المسجل لأبيريستويث يعود إلى تاريخ بناء القلعة عام 1109 على يد جيلبرت فيتز ريتشارد (جد ريتشارد دي كلير المعروف باسم سترونج بوو اللورد الكامبرو نورمان المعروف لدوره القيادي في الغزو النورماندي لأيرلندا). حصل جيلبرت فيتز ريتشارد على الأراضي وسيادة كارديجان من قبل هنري الأول بما في ذلك قلعة كارديجان. كانت القلعة المبنية في أبيريستويث تقع على بعد ميل ونصف تقريبًا جنوب مدينة اليوم على تل على الضفة الجنوبية لنهر يستويث مما أعطى مستوطنة أبريستويث اسمها. يُعرف الموقع الآن باسم تان واي كاستل.
كانت أبيريستويث عادة تحت سيطرة أمراء ديهوبارث لكن موقعها القريب من الحدود مع جوينيد وبويز تركها عرضة لهجمات من قادة تلك الأنظمة السياسية. تعرضت المدينة للهجوم من قبل جوينوين أب أوين في عام 1197 وهو هجوم تم فيه القبض على Maelgwn ap Rhys. هاجم لويلين العظيم المدينة واستولى عليها في أواخر عام 1208 وقام ببناء قلعة هناك قبل الانسحاب.
استبدل إدوارد الأول قلعة قويربو في عام 1277، بعد تدميرها من قبل الويلزيين. ومع ذلك ، تم بناء قلعته في موقع مختلف ، في كاسل هيل الحالية ، أعلى نقطة في المدينة. بين عامي 1404 و 1408 كانت قلعة أبيريستويث في أيدي أوين جليندور لكنها استسلمت أخيرًا للأمير هاري (الملك المستقبلي هنري الخامس ملك إنجلترا). بعد ذلك بفترة وجيزة ، تم دمج المدينة تحت عنوان مدينة لامبادامرن (الاسم القديم للمكان هو ليانباددارن غيروج أو لانباددارن المحصن لتمييزه عن لانباددارن فور القرية على بعد ميل واحد (1.6 كم) من الداخل. على غرار الميثاق الملكي الممنوح من قبل هنري الثامن ، ولكن بحلول زمن إليزابيث الأولى ، تم تسمية المدينة دائمًا بأبيريستويث في جميع الوثائق.

### العصر الحديث المبكر
آبريستويث في حوالي عام 1840. Crane ، W. ، fl. كاليفورنيا. 1835-1850 مصمم مطبوعات حجرية. من عام 1639 إلى عام 1642، تم سك العملات الفضية في قلعة أبيريستويث نيابة عن دار سك العملة الملكية باستخدام الفضة من المناجم المحلية. تم إنتاج 10500 جنيه إسترليني من العمل أي ما يعادل 2.5 مليون بنسات فضية.
في عام 1649 ، دمرت القوات البرلمانية القلعة ، على الرغم من وجود أجزاء من ثلاثة أبراج لا تزال موجودة. في عام 1988 ، كشفت الحفريات داخل منطقة القلعة عن هيكل عظمي كامل للذكور مدفون عمداً. على الرغم من أن الهياكل العظمية نادرًا ما تعيش في التربة الحمضية لويلز فمن المحتمل أن يتم الحفاظ على هذا الهيكل العظمي بإضافة الجير من المبنى المنهار. يُعرف بمودة باسم «تشارلي» ويوجد الآن في متحف Ceredigion في المدينة ومن المحتمل أن يعود تاريخه إلى فترة الحرب الأهلية الإنجليزية ومن المحتمل أن يكون قد مات أثناء الحصار البرلماني. ظهرت صورته في واحدة من تسع قطع فسيفساء صنعت لتزين جدران القلعة.
كان هافود أوختريد قصرًا بناه توماس جونز من عام 1783، وقد صمم جون ناش جزءًا منه. تم تشكيل الحدائق المنسقة عن طريق إزالة أجزاء من التلال لخلق آفاق. تم بناء الطرق والجسور وزرع مئات الآلاف من الأشجار. كانت النتيجة منظرًا طبيعيًا اشتهر وجذب العديد من الزوار بما في ذلك صموئيل تايلور كوليردج ويُعتقد أنه ألهم مقطعًا في قصيدته كوبلا خان. تم هدم المنزل في عام 1955 لكن المناظر الطبيعية لا تزال قائمة حتى اليوم.
كانت الصناعات الريفية والحرفيين جزءًا مهمًا من الحياة في بلدة ريفية. يُظهر دليل التجارة المحلي لعام 1830 أنه كان هناك في أبيريستويث: عشرون صانع أحذية ثمانية خبازين اثنان من مطاحن الذرة أحد عشر نجارًا ونجارًا ونحاسًا واحدًا وسبعة خياطين واثنين من صانعي الخياطة وصانعي قبعات من القش واثنين من صانعي القبعات ثلاثة سراجين أربعة سروجين صانعين ستة مالتستر اثنين من سكينر أربعة دباغة ثمانية صانعي أحجار صانع جعة واحد أربعة مواقد ليمون ثلاث سفن ناقلة ثلاث عجلات خمسة صانعي خزانة صانع أظافر واحد صانع حبال وصانع شراع واحد.

## أهمية المدينة
تعد المدينة مركزاً ثقافياً وتعليمياً في ويلز. فهي مقر إحدى كليات جامعة ويلز. وتوجد بعض أقسام الجامعة ومكتبة ويلز الوطنية على الجبال الواقعة خلف المدينة. ولهذه المدينة ميناء صغير وساحل من صخر بلوري ومتنزه ورصيف بحري. ويطل حطام حصن نورمندي على رصيفها البحري.

## موقعها الجغرافي
تقع على ساحل خليج كارديجان، عند مصب نهر رايدول ونهر ستويث.

## موقعها الإداري في ويلز
هي جزء من إقليم حكومة سردجيون المحلية.

## معنى اسمها
معنى كلمة أبريستويث في اللغة الويلزية هو مصب ستويث.

## توأمة
لآبريستويث اتفاقيات توأمة مع كل من:
- كرونبرج إم تانوس
- سانت بريوك
- آيسكيول

## أعلام
- توم كولين
- ستيفن جونز
- شارون ماغيري
- غاريث ديفيز
- جوين جونز
- ديفيد غوين وليامز
- روجر ريس
- ستيف جونز
- إدوارد إدواردز
- دايفيد جنكينز